# Patrick Matzdorf
Patrick „Pat” Clifford Matzdorf (ur. 26 grudnia 1949 w Sheboygan) – amerykański lekkoatleta specjalizujący się w skoku wzwyż.

## Kariera
W 1970 zwyciężył w mistrzostwach National Collegiate Athletic Association. W 1971 zdobył w Cali złoty medal igrzysk panamerykańskich oraz srebrny medal mistrzostw Stanów Zjednoczonych w skoku wzwyż. 3 lipca 1971 ustanowił w Berkeley rekord świata w skoku wzwyż, pokonując poprzeczkę na wysokości 2,29 m. Wynik ten został pobity 11 lipca 1973 przez Dwighta Stonesa.